# Governolo
Govèrnolo (Guèrnol in dialetto mantovano) è una frazione del comune lombardo di Roncoferraro.

## Storia

### Attila

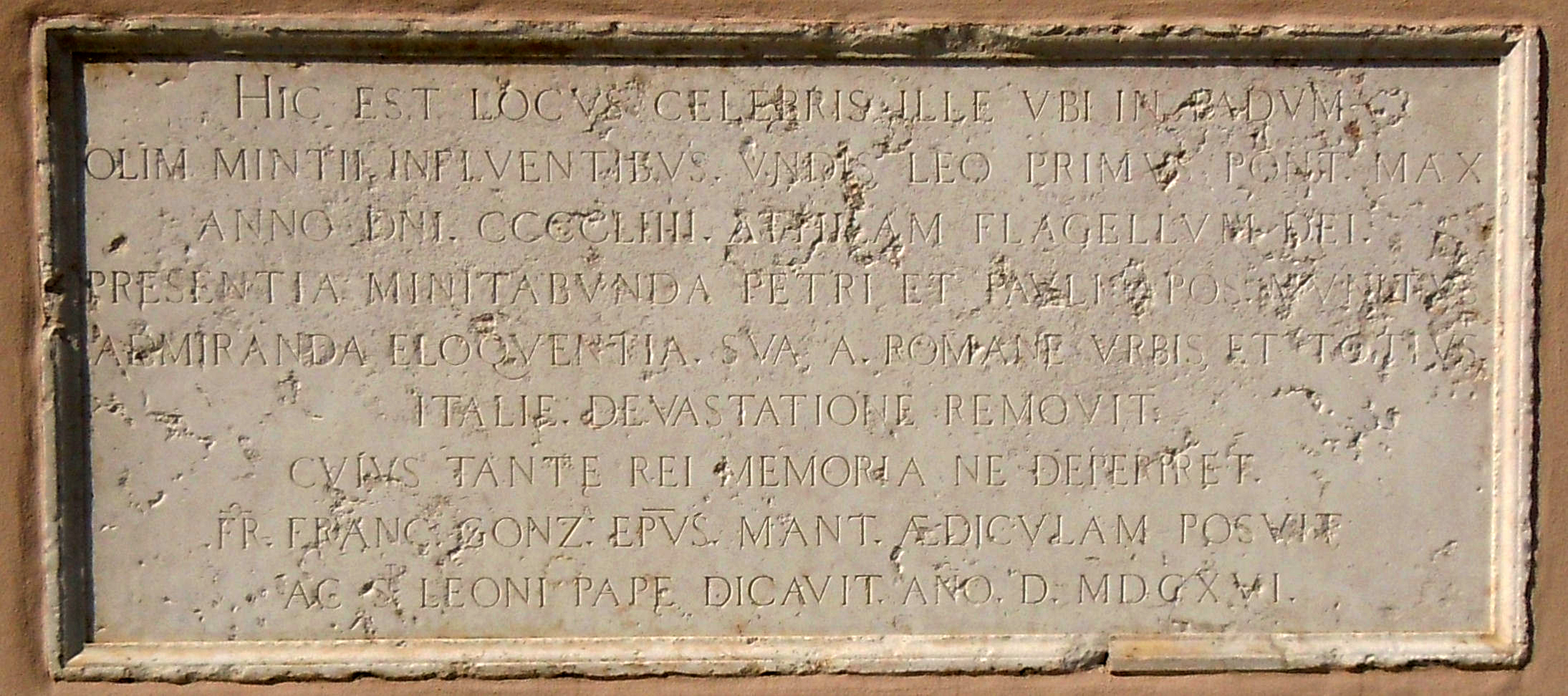
Lapide a ricordo dell'incontro tra papa Leone Magno e Attila.

Governolo è uno dei tre luoghi ove si ipotizza ebbe luogo l'incontro tra papa Leone I e Attila nel 452, che secondo la discutibile tradizione cristiana fermò le incursioni del condottiero unno: il Papa era allora infatti una personalitá secondaria nella delegazione di senatori che incontrò Attila, probabilmente per riscattare gli ostaggi al seguito del re Unno. Durante la conquista dell'Italia, Attila si fermò sul Po, nella località tramandata col nome di "Ager Ambulejus". Il fatto che anticamente Governolo fosse indicata come Ambuletum rafforza le ipotesi sul fatto che l'incontro ebbe luogo effettivamente nel suo territorio. 
Qui Attila incontrò un'ambasciata formata dal prefetto Trigezio, il console Avienno e papa Leone I. Dopo l'incontro Attila si ritirò con le proprie truppe senza pretese né sulla mano di Onoria, né sulle terre in precedenza reclamate.
Diverse sono le interpretazioni per questa decisione. Le carestie e le epidemie che accompagnavano la sua invasione potrebbero aver ridotto l'armata unna allo stremo. Inoltre, le truppe che l'imperatore Marciano aveva mandato oltre il Danubio potrebbero aver convinto Attila a rinunciare. 
Prisco riporta che anche il timore superstizioso del ricordo della fine di Alarico — che morì poco dopo aver saccheggiato Roma nel 410 — potrebbe aver dato al re unno un motivo ulteriore d'arresto. 
Numerosi storici hanno supposto che l'ambasciata portasse segretamente un'ingente quantità d'oro al conquistatore. Ciò sarebbe stato in accordo con la politica di Attila: chiedere un riscatto per evitare le incursioni unne nei territori minacciati.

### Il ruolo nell'epoca dei comuni
Il 15 maggio 1116 Governolo fu la sede d'emanazione di un diploma da parte di Enrico V destinato ai Bolognesi, che segnò il riconoscimento delle antiquae consuetudines agli abitanti della città.
Tale scritto rappresenta la prima affermazione pubblica dell'autonomia cittadina precedentemente alla comparsa dei consoli nel 1123.

### Il ruolo nella storia della repubblica veneziana
Durante l'avanzata per conquistare Firenze, il re dei Romani Venceslao di Lussemburgo venne sconfitto nella battaglia di Governarolo; a quel punto Firenze strinse con Venezia e gli altri nemici dei Visconti una lega difensiva che ne frenasse in futuro le mire.

### Carlo I Malatesta
Governolo fu sede nel 1397 di un atroce combattimento navale tra l'esercito di Carlo I Malatesta e quello del duca di Milano.
Carlo I, difendendo Mantova e passato il Po presso Bondeno, entrò a forza a Governolo e tolse ai ducali il naviglio.

### Dante Alighieri
Riferendosi al mito della fondazione di Mantova, Dante Alighieri cita la frazione in Inf. XX, 78, come luogo nel quale il Mincio sfocia nel Po:

### Giovanni delle Bande Nere

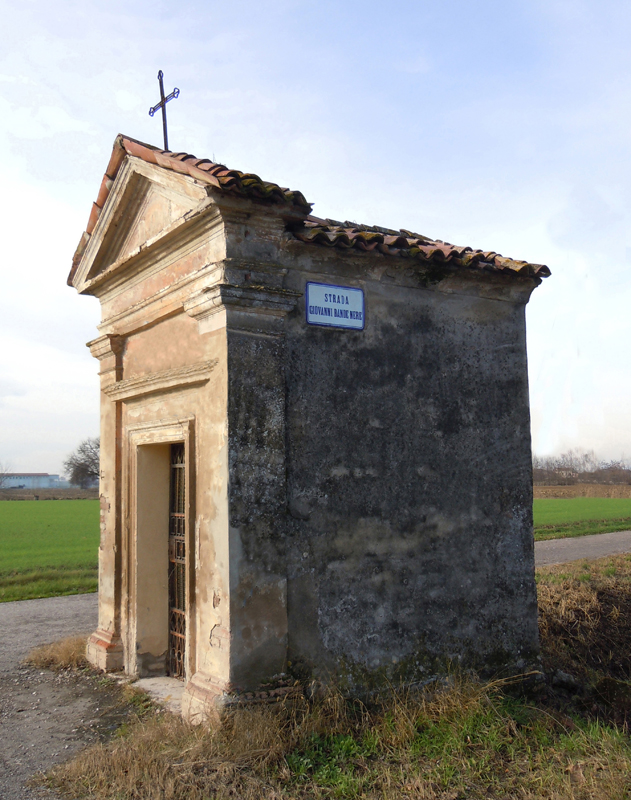
Governolo, edicola di sant'Antonio Abate e, sulla lapide, strada Giovanni dalle Bande Nere.

In questo luogo, la sera del 25 novembre 1526 il condottiero del rinascimento Giovanni delle Bande Nere, durante un'aspra battaglia, venne colpito alla gamba da un colpo di falconetto (probabilmente fornito da Alfonso I d'Este), che gli procurò una gravissima ferita.
(Francesco Guicciardini - Storia d'Italia, lib. 17 cap. 16)
Venne subito trasportato a San Nicolò Po, ma non si trovò un medico perciò venne trasportato a Mantova, dove il chirurgo Abramo Arié gli amputò la gamba. L'intervento riuscì, ma l'inarrestabile gangrena nel giro di pochi giorni lo portò alla morte. Si spense il 30 novembre 1526 per le complicanze della ferita riportata.

### Distruzione di Governolo nel 1630
Nel 1621 Eleonora Gonzaga sposò l'imperatore del Sacro Romano Impero Ferdinando II d'Asburgo e da quel momento l'Imperatrice Eleonora nominò Carlo I di Gonzaga-Nevers Vicario Imperiale di tutta l'Italia, onore che fu sottratto alla casa Savoia che ne godeva da secoli . Questa notizia creò molta invidia tra le monarchie di tutta Europa. Al fine di togliere alla casa Gonzaga questo augusto titolo, si unirono ai Savoia i veneziani e il re di Francia. Non mancarono quindi le guerre dei Savoia per conquistare la cittadella di Casale nel Monferrato.
Nel 1628 Carlo I Gonzaga succedette al duca Vincenzo II Gonzaga, divenendo l'ottavo duca di Mantova. L'elezione del duca Carlo I non fu condivisa dagli spagnoli e dagli imperiali. A quel punto al duca di Mantova non rimase altro che fortificare i territori del ducato, in preparazione di una grave guerra contro gli imperiali. La tensione fra l'imperatore e il duca raggiunse il suo culmine con l'ordine dell'imperatore di assediare Mantova nel 1630. Mentre il duca tentò di difendere il forte di San Carlo fuori di porta Pradella, gli imperiali attaccarono e saccheggiarono Governolo, uccidendo il sergente delle milizie ducali Riva e il capitano di guardia Gazzuola.

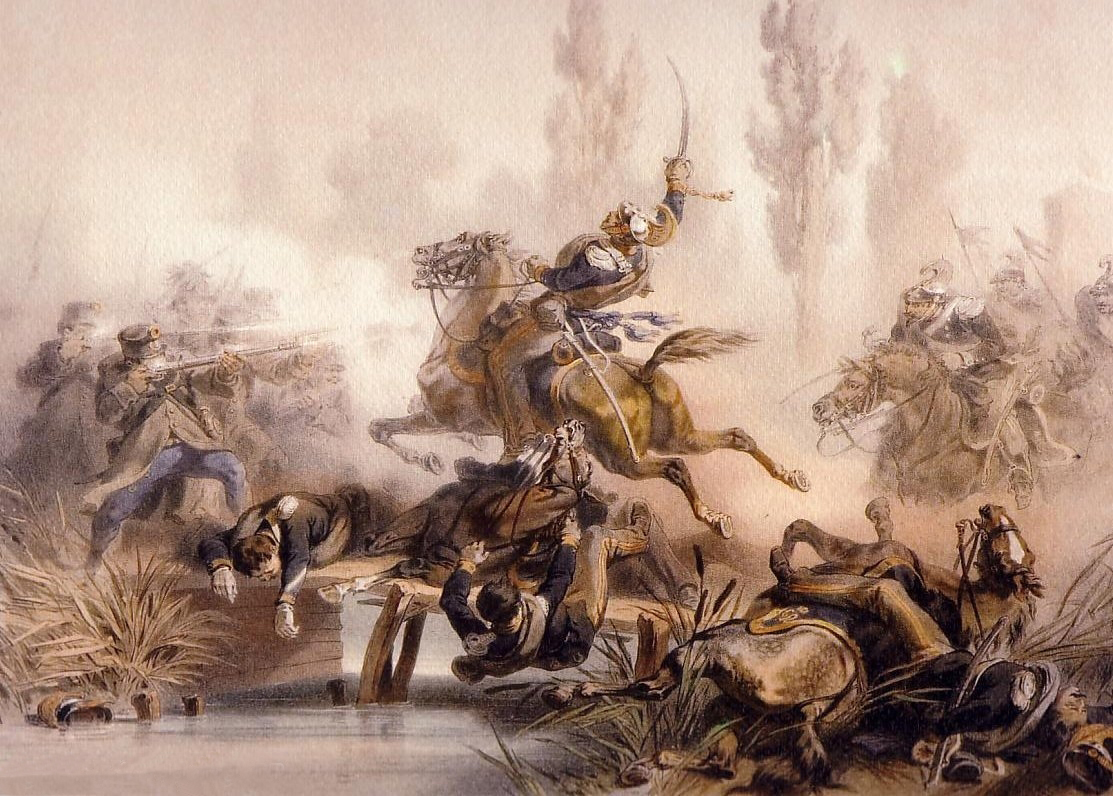
Battaglia di Governolo 1848.

### Prima guerra d'indipendenza
Nel corso della prima guerra di indipendenza, la frazione di Governolo, col suo antico ponte a doppio levatoio sul fiume Mincio, fu teatro di due battaglie:
- la prima, il 24 aprile 1848, che permise al piccolo esercito modenese di ricacciare un'incursione austriaca dalla città-fortezza di Mantova;
- la seconda, il 18 luglio 1848, che consentì al generale sardo Eusebio Bava di riconquistare il ponte, nel frattempo abbandonato.

## Monumenti e luoghi d'interesse
- Conca del Bertazzolo;
- Chiesa parrocchiale del 1723, opera dell'architetto Doricilio Moscatelli di Mantova.

## Infrastrutture e trasporti
Fra il 1886 e il 1933 Governolo era servita da una stazione posta lungo la tranvia Brescia-Mantova-Ostiglia.

## Sport

### Calcio
L'Unione Sportiva Governolese è la società calcistica di Governolo.
Fondata nel marzo del 1919, la Governolese è molto conosciuta a livello provinciale grazie agli ottimi risultati ottenuti nel corso della sua storia centenaria.
Attualmente la squadra milita nel campionato di Promozione e gioca le partite casalinghe nello stadio comunale Pietro Vicini. I colori sociali sono il rosso e il blu; la maglia di casa è storicamente a quarti rosso-blu mentre quella da trasferta solitamente è bianca.
A partire dal 18 aprile 1960, la squadra divenne conosciuta anche col soprannome "i Pirati del Mincio", in riferimento al fiume Mincio che costeggia il centro abitato di Governolo.
Nonostante le piccole dimensioni della frazione, la passione per il calcio e il calore dei propri tifosi hanno sempre aiutato la squadra a ottenere risultati impensabili per una piccola realtà di provincia. Tra i vari trofei conquistati, i più rilevanti sono: 
- 1 campionato di Promozione[10]
- 2 campionati di Prima Divisione[11]
- 1 campionato di Prima Categoria[12]
- 3 campionati di Seconda Categoria[13]
- 1 Coppa Italia Promozione Lombardia[14]
- 3 Coppe Emilia[15]

Per molti giocatori la Governolese è stata un'importante rampa di lancio per la realizzazione di una discreta carriera calcistica a livello dilettantistico. Per alcuni, invece, l'esperienza tra le file dei Pirati del Mincio ha addirittura aperto le porte al professionismo. Tra questi ultimi i più famosi sono William Negri, Luigi Ferrari e, più recentemente, Kevin Lasagna.
Come riconoscimento per l'impegno profuso nello sport, la Governolese è stata premiata nel 1966 con il Diploma di Benemerenza CONI per Società Sportive e nel 1991 con la Stella di bronzo al merito sportivo. Nel giugno 2019 la società ha ricevuto il Diploma di Benemerenza della FIGC per il raggiungimento dei 100 anni di attività calcistica.

### Calcio femminile
L'Unione Sportiva Governolese nel 2017 ha istituito una formazione calcistica femminile, attualmente iscritta al campionato di Promozione.